# Real Associação Neerlandesa de Futebol
A Real Associação Neerlandesa de Futebol (em neerlandês: Koninklijke Nederlandse Voetbalbond, KNVB) é o organismo encarregado da organização do futebol nos Países Baixos. Sua sede está localizada em Zeist.
Foi criada em 1889 e foi uma das associações fundadoras da FIFA em 1904 e da UEFA em 1954.
Encarrega-se da organização das ligas profissionais neerlandesas - Campeonato Neerlandês de Futebol (Eredivisie) e Campeonato Neerlandês de Futebol da Segunda Divisão (Eerste Divisie), as ligas amadoras e a Copa dos Países Baixos (Copa KNVB), assim como as partidas da Seleção Neerlandesa de Futebol em suas distintas categorias.